# Yumi Tanaka
Yumi Tanaka (japanisch 田中 佑美 Tanaka Yumi; * 15. Dezember 1998 in der Präfektur Osaka) ist eine japanische Leichtathletin, die sich auf den 100-Meter-Hürdenlauf spezialisiert hat.

## Sportliche Laufbahn
Erste internationale Erfahrungen sammelte Yumi Tanaka im Jahr 2015, als sie bei den Jugendasienmeisterschaften in Cali mit 13,64 s im Halbfinale über 100 m Hürden ausschied. Im Jahr darauf wurde sie bei den Juniorenasienmeisterschaften in der Ho-Chi-Minh-Stadt im Finale disqualifiziert und anschließend schied sie bei den U20-Weltmeisterschaften in Bydgoszcz mit 13,46 s im Halbfinale aus. 2023 schied sie bei den Weltmeisterschaften in Budapest mit 13,12 s in der ersten Runde aus und im Oktober gewann sie bei den Asienspielen in Hangzhou in 13,04 s die Bronzemedaille hinter der Chinesin Lin Yuwei und Jyothi Yarraji aus Indien. Im Jahr darauf nahm sie an den Olympischen Sommerspielen in Paris teil und schied dort mit 12,91 s im Halbfinale aus. 2025 erreichte sie bei den Hallenweltmeisterschaften in Nanjing das Semifinale im 60-Meter-Hürdenlauf und schied dort mit 8,03 s aus. Ende März siegte sie in 13,11 s über 100 m Hürden beim Maurie Plant Meet und im Mai gewann sie bei den Asienmeisterschaften in Gumi in 13,07 s die Silbermedaille hinter der Inderin Jyothi Yarraji. Im Vorlauf stellte sie mit 12,89 s einen neuen Meisterschaftsrekord auf.

## Persönliche Bestleistungen
- 100 m Hürden: 12,81 s (+0,7 m/s), 18. Mai 2025 in Tokio
  - 60 m Hürden (Halle): 8,00 s, 8. Februar 2025 in Metz (japanischer Rekord)